# 格林根
格林根（德語：Göllingen，發音：[ˈɡœlɪŋən]）是德国图林根州基夫霍伊瑟县曾经的一个市镇，面积10.74平方千米，人口为人。2012年12月31日，格林根与另外7个市镇合并为新市镇基夫霍伊瑟兰。